# Antonio Colino López
Antonio Colino López (Madrid, 3 de juliol de 1914 - 7 de març de 2008) va ser un enginyer espanyol, acadèmic de la Reial Acadèmia Espanyola i de la Reial Acadèmia de Ciències Exactes, Físiques i Naturals.

## Biografia
Doctor en enginyeria industrial, número u de la seva promoció i Premi Extraordinari el 1940, va ser professor de l'Escola Tècnica Superior d'Enginyers Industrials de Madrid des de 1951. Elegit membre de la Reial Acadèmia de Ciències Exactes, Físiques i Naturals el 1955, fundador, director i vicepresident de la Junta d'Energia Nuclear, President del Centre de Recerques Físiques «Leonardo Torres Quevedo» i director general de l'empresa Marconi des de 1966. Considerat com un dels pioners de l'energia nuclear en Espanya.
Va ingressar en la Reial Acadèmia Espanyola el 1972, ocupant la butaca g minúscula, i va ser President de la Comissió de Vocabulari Científic i Tècnic. A la seva mort, després de Martí de Riquer, era l'acadèmic més antic de la RAE.

## Obres
- Curso de Radio Electricidad (1944)
- El receptor superheterodino (1945)
- Funciones de Bessel (1946)
- Teoría de los servomecanismos (1950)
- Circuitos de microondas (1952)
- Transit time effects o Notes on the excitation of Electromagnetic waves in Cylindrical Metalic Guides